# Fundația Nipponica
Fundația Nipponica este o organizație neguvernamentală, non-profit, nebugetară și apolitică cu sediul în București. A fost constituită la 5 iulie 1990 și a obținut personalitate juridică la 6 august 1990. Președintele Fundației este Paul Diaconu.

## Obiective
Obiectivele Fundației Nipponica sunt promovarea relațiilor româno-japoneze la nivelul organizațiilor neguvernamentale și apolitice, stabilirea relațiilor între persoanele interesate de cultura și civilizația Japoniei și României, și lansarea unor inițiative și programe cultural-artistice, științifice și tehnologice. 

## Activitate
Fundația Nipponica a organizat atât în București și alte orașe din România manifestări de amploare: simpozioane, spectacole, seri culturale, de poezie, expoziții, demonstrații și cursuri de arte tradiționale.
Printre evenimentele importante organizate de Fundația Nipponica se numără: 
- noiembrie 1990 - evenimente dedicate întronării Majestății Sale, Akihito, Împăratul Japoniei
- 1992 si 1997 - aniversarea a 15 si 20 de ani de la înfrățirea orașelor Constanța și Yokohama
- 1992-1994 - Festivalurile primâverii de la Târgu Mureș
- 1998 - publicarea traducerii în română a cărții "Istoria literaturii japoneze" de Shuishi Kato și vizita acestuia în România
- 1996-2000 - demonstrațiile și cursurile de ceremonia ceaiului organizate la București, Cluj-Napoca, Deva, Suceava
- 1996 - Săptămâna culturală japoneză din București
- 1996-2000 - spectacol ocazionat de Ziua Națională a Japoniei
- 2000 - aniversarea a opt decenii de relații diplomatice româno-japoneze și a 40 de ani de la restabilirea relațiilor diplomatice între România și Japonia
- vizitele în România a unor înalte personalități nipone (Altețele Lor Imperiale, Prințul și Prințesa Hitachi), ale unor oameni de cultura (poetul si diplomatul Sono Uchida, dirijorii Yochiro Omachi și Mitsuyoshi Oikawa).
- octombrie-septembrie 2000 - Fundația Nipponica a sărbătorit un deceniu de activitate. Au avut loc adunări festive, simpozioane, dezbateri publice, seri cultural-artistice, activități de cenaclu, spectacole omagiale, demonstrații de ceremonia ceaiului, de ikebana, de origami, de arte marțiale și cursuri ceremonia ceaiului.

## Editura Nipponica
- Un deceniu de activitate. Fundația Nipponica 1990-2000
- Spiritul Japoniei Medievale - The Spirit of Medieval Japan de Mihnea Voicu Simandan
- Japonia mileniului trei de Kazuko si Paul Diaconu
- Din Carpați pâna la Fuji de Mihai Epure
- Povestiri cu tâlc de Mitica Detot
- Teatrul traditional japonez (traducere în romana de Kazuko și Paul Diaconu)
- Revista "Nipponica"

## Filiale
Fundația Nipponica are 60 de filiale în diferite orașe din România. Aproximativ 10.000 de persoane și-au depus adeziunea, iar în București Fundația are 1.000 de membri.
- Focșani
- Cluj-Napoca
- Arad
- Deva
- Suceava

### Filiala Arad
Filiala Arad a Fundației Nipponica a fost înființată la 25 octombrie 1999 de către Voicu Mihnea Șimăndan. 

#### Proiecte inițiate
Expoziția de origami “Pătratul jucăuș”(17-21 octombrie 2000)  a avut loc în sala de expoziții a Palatului Copiilor din Arad. Expoziția a prezentat lucrările personale ale Isabelei Neamțu, care susține un curs opțional de origami la Școala Generală cu clasele I-VIII, Nr. 6 din Arad.
Publicarea Revistei „Studii nipone” - Cercul Studențesc Nipponica Arad a publicat primul număr al periodicului „Studii nipone” cu o finanțare de la Ministerul Tineretului și Sportului din Arad (tiraj 250 exemplare, format A5, 64 p.).
Numărul 1 (2000) al revistei „Studii nipone” a fost dedicat personalității, vieții, operei, morții și bibliografiei scriitorului japonezYukio Mishima (1925-1970). 
Numărul 2 (2001) al revistei „Studii nipone” apare într-o nouă formulă și într-un nou format tipografic în cadrul revistei „Relief”, publicată de Fundația Culturală "Ioan Slavici" din Arad.